# Maďarské župy

Župní rozdělení Maďarska

Současné župní rozdělení Maďarska bylo zavedeno v roce 1950 v tehdejší Maďarské lidové republice. Následně bylo zákonem upraveno dne 3. srpna 1990, a modifikováno ještě v letech 1996 a 1999. 
Další úpravy v zákoně nastaly v roce 2023, kdy se místo označení megye začalo pro župy používat označení vármegye, tedy „hradní župa“. Do té doby tento pojem vesměs značil historické župy před rokem 1920.
Celá země je rozdělena do 19 žup a území hlavní města Budapešti, které má zvláštní statut. Podoba žup vychází z historického členění uherského, od něhož se odchyluje jen nepodstatně. Řada současných žup je složena z území více bývalých žup, což je zohledněno složenými názvy.

## Tabulka
Následující tabulka zahrnuje 19 žup a dále území Budapešti - hlavního města. 
| Znak | Vlajka | Název župy             | Župní sídlo    | Rozloha (km²) | Počet obyvatel (rok 2022) | Hustota zalidnění | Sídelní útvary | Okresy |
| ---- | ------ | ---------------------- | -------------- | ------------- | ------------------------- | ----------------- | -------------- | ------ |
|      |        | Bács-Kiskun            | Kecskemét      | 8 444,8       | 495 318                   | 58,9              | 119            | 10     |
| \|   |        | Baranya                | Pécs           | 4 429,6       | 354 022                   | 79,9              | 301            | 9      |
|      |        | Békés                  | Békéscsaba     | 5 629,7       | 315 222                   | 56,0              | 75             | 8      |
|      |        | Borsod-Abaúj-Zemplén   | Miskolc        | 7 249,7       | 623 024                   | 85,9              | 358            | 15     |
|      |        | Csongrád-Csanád        | Szeged         | 4 261,7       | 391 184                   | 91,8              | 60             | 7      |
|      |        | Fejér                  | Székesfehérvár | 4 358,4       | 419 656                   | 96,3              | 108            | 10     |
|      |        | Győr-Moson-Sopron      | Győr           | 4 208,1       | 465 945                   | 110,7             | 183            | 7      |
|      |        | Hajdú-Bihar            | Debrecín       | 6 210,5       | 519 141                   | 83,6              | 82             | 9      |
|      |        | Heves                  | Eger           | 3 637,2       | 285 892                   | 78,6              | 121            | 7      |
|      |        | Jász-Nagykun-Szolnok   | Szolnok        | 5 581,6       | 355 809                   | 63,7              | 78             | 7      |
|      |        | Komárom-Esztergom      | Tatabánya      | 2 264,5       | 300 631                   | 132,8             | 76             | 7      |
|      |        | Nógrád                 | Salgótarján    | 2 545,5       | 182 459                   | 71,7              | 131            | 6      |
|      |        | Pest                   | Budapešť       | 6 393,1       | 1 333 533                 | 208,6             | 187            | 16     |
|      |        | Somogy                 | Kaposvár       | 6 065,1       | 293 470                   | 48,4              | 246            | 11     |
|      |        | Szabolcs-Szatmár-Bereg | Nyíregyháza    | 5 935,8       | 529 381                   | 89,2              | 229            | 12     |
|      |        | Tolna                  | Szekszárd      | 3 703,2       | 207 931                   | 56,1              | 109            | 5      |
|      |        | Vas                    | Szombathely    | 3 336,1       | 249 513                   | 74,8              | 216            | 9      |
|      |        | Veszprém               | Veszprém       | 4 463,6       | 335 361                   | 75,1              | 217            | 9      |
|      |        | Zala                   | Zalaegerszeg   | 3 783,9       | 260 800                   | 68,9              | 258            | 9      |
|      |        | Budapešť               | Budapešť       | 525,1         | 1 685 342                 | 3209,6            | 1              |        |
|      |        | MAĎARSKO CELKEM        |                | 93 022,56     | 9 603 634                 | 103,2             | 3 155          |        |